# Aero Adventure Aviation
Aero Adventure Aviation (anciennement Arnet Pereyra Inc) est un constructeur d’avions légers et ultra légers américain implanté à Rockledge, Floride. En 1996 Aero Adventure Aviation a racheté le capital de Keuthan Aircraft (en) et les droits de production des ULM dérivés des modèles créés par Advanced Aeromarine.
Aero Adventure Aviation développe également un turbomoteur destiné aux avions légers, le SXE-3000.